# ارتوسیلیکات

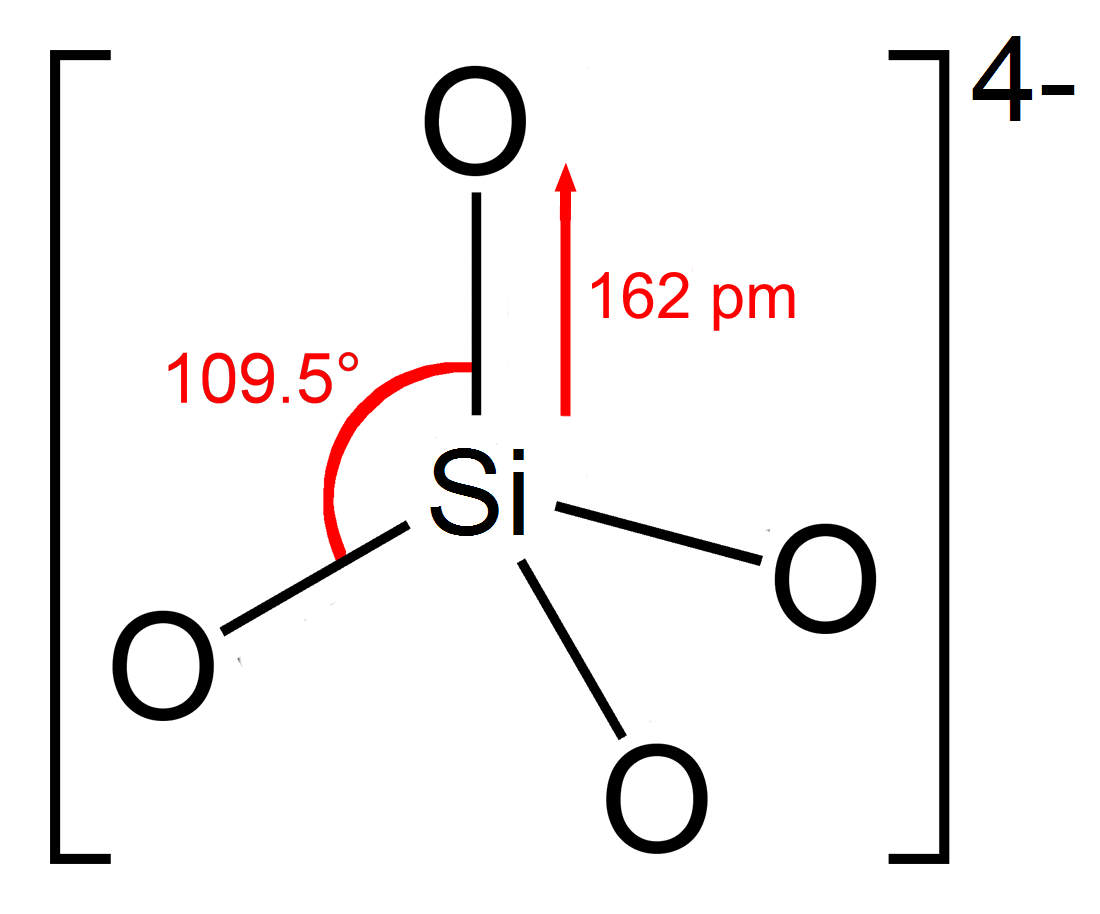
ساختار آنیون

در شیمی، ارتوسیلیکات آنیون SiO4−
4 یا هر یک از نمک‌ها و استرهای آن است. ارتوسیلیکات یکی از آنیون‌های سیلیکات است که گاهی اوقات آنیون یا گروه تتروکسید سیلیکون نامیده می‌شود.
نمک‌های ارتوسیلیکات مانند ارتوسیلیکات سدیم پایدار هستند و به‌طور گسترده‌ای در طبیعت به عنوان کانی‌های سیلیکات یافت می‌شوند و ویژگی بارزنزوسیلیکات‌ها هستند. الیوین، یک ارتوسیلیکات منیزیم یا آهن (II)، فراوان‌ترین ماده معدنی در گوشته بالاییاست.
آنیون ارتوسیلیکات یک باز قوی است، باز مزدوج اسید اورتوسیلیک H
4SiO
4 (p K a2 = ۱۳٫۲ در 25 درجه سانتی گراد) بسیار ضعیف است. بررسی این تعادل دشوار است زیرا اسید تمایل دارد به میعان سیلیکا هیدرات تجزیه شود.

## ساختار
یون یا گروه ارتوسیلیکات دارای شکل چهار وجهی است که یک اتم سیلیکون توسط چهار اتم اکسیژن احاطه شده‌است.
در آنیون، هر اکسیژن یک واحد بار منفی را حمل می‌کند. طول پیوند Si-O 162 است.

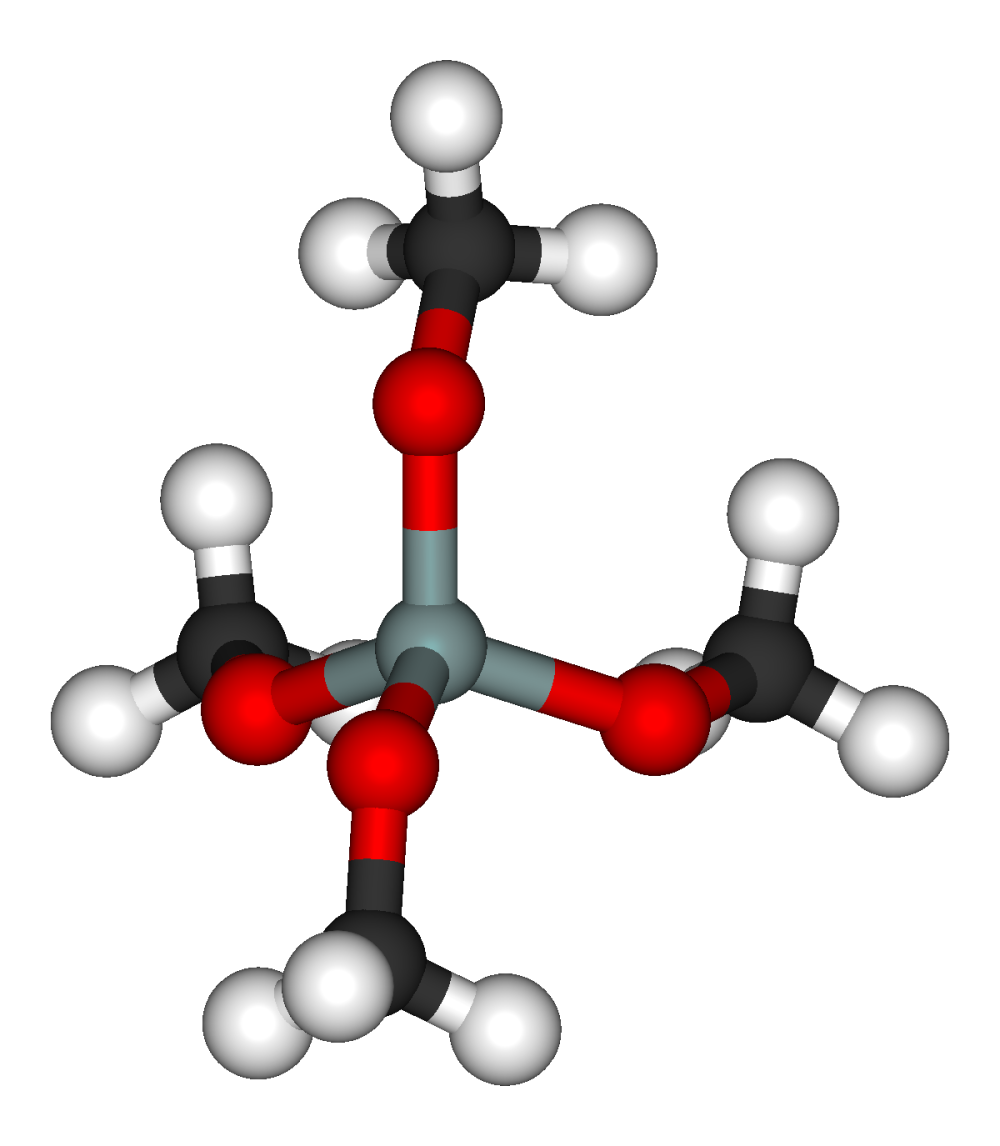
تترا متیل ارتوسیلیکیت

در ترکیبات آلی مانند تترا متیل ارتوسیلیکات، هر اکسیژن به‌طور رسمی خنثی است و توسط یک پیوند کووالانسی به بقیه مولکول متصل است.

## استفاده
اروپیم دوپ شده با باریم اورتوسیلیکات (Ba2SiO4) یک فسفر مشترک است که در LED سبز به کار می‌رود. فسفر برای LEDهای آبی را می‌توان با ارتوسیلیکات باریم دوپ شده با استرانسیوم ساخت. باریم ارتوسیلیکات عامل اصلی مسمومیت با کاتد در لوله‌های خلاء است.

## شیمی آلی
اگرچه در شیمی معدنی و ژئوشیمی بسیار مهم است، یون ارتوسیلیکات به ندرت در شیمی آلی دیده می‌شود. با این حال، دو ترکیب سیلیکات در سنتز آلی استفاده می‌شود: تترا اتیل ارتوسیلیکات یا TEOS برای پیوند پلیمرها استفاده می‌شود و به ویژه در ساخت آئروژل‌ها اهمیت دارد. تترا متیل اورتوسیلیکات یا TMOS به عنوان یک جایگزین برای TEOS استفاده می‌شود، و همچنین دارای تعدادی از استفاده‌های دیگر به عنوان یک واکنشگر. TEOS بر TMOS ترجیح داده می‌شود زیرا TMOS تجزیه می‌شود تا غلظت بالایی از متانول سمی تولید کند. استنشاق TMOS می‌تواند منجر به تجمع سمی سیلیس در ریه‌ها شود.